# 1957-es Copa América
Az 1957-es Dél-amerikai Válogatottak Bajnoksága a 25. dél-amerikai kontinenstorna volt. Peruban rendezték, a tornát az argentin csapat nyerte meg.

## Résztvevők
| - Argentína - Brazília - Chile - Ecuador | - Kolumbia - Peru - Uruguay |

Bolívia és Paraguay visszalépett.

## Eredmények
A hét részt vevő válogatott egy csoportban, körmérkőzéses formában mérkőzött meg egymással. A csoport élén végzett csapat nyerte meg a kontinensviadalt.

### Mérkőzések
| 1957. március 7. |

| Uruguay                                      | 5–2   | Ecuador                   |
| -------------------------------------------- | ----- | ------------------------- |
| Ambrois 26' 29' (11-esből) 57' 74' Sacía 87' | (2–2) | Larraz 12' 40' (11-esből) |

| Estadio Nacional, Lima Nézőszám: 50 000 Játékvezető: Erwin Hieger (osztrák) |

| 1957. március 10. |

| Peru                     | 2–1   | Ecuador    |
| ------------------------ | ----- | ---------- |
| Terry 29' 37' (11-esből) | (2–1) | Cantos 44' |

| Estadio Nacional, Lima Nézőszám: 55 000 Játékvezető: Robert Turner (angol) |

| 1957. március 13. |

| Argentína                                                                            | 8–2   | Kolumbia                           |
| ------------------------------------------------------------------------------------ | ----- | ---------------------------------- |
| Cruz 5' Angelillo 10' 73' Maschio 16' (11-esből) 23' 53' (11-esből) 85' Corbatta 59' | (4–2) | Gamboa 34' (11-esből) Valencia 37' |

| Estadio Nacional, Lima Nézőszám: 42 000 Játékvezető: Ronald Lynch (angol) |

| 1957. március 13. |

| Brazília                  | 4–2   | Chile                           |
| ------------------------- | ----- | ------------------------------- |
| Didì 20' 26' 44' Pepe 46' | (3–1) | Ramírez Banda 13' Fernández 89' |

| Estadio Nacional, Lima Nézőszám: 42 000 Játékvezető: Bertley Cross (angol) |

| 1957. március 16. |

| Peru         | 1–0   | Chile |
| ------------ | ----- | ----- |
| Mosquera 57' | (0–0) |       |

| Estadio Nacional, Lima Nézőszám: 60 000 Játékvezető: Ronald Lynch (angol) |

| 1957. március 17. |

| Kolumbia   | 1–0   | Uruguay |
| ---------- | ----- | ------- |
| Arango 28' | (1–0) |         |

| Estadio Nacional, Lima Nézőszám: 50 000 Játékvezető: Pedro Di Leo (olasz) |

| 1957. március 17. |

| Argentína                   | 3–0   | Ecuador |
| --------------------------- | ----- | ------- |
| Angelillo 5' 39' Sívori 14' | (3–0) |         |

| Estadio Nacional, Lima Nézőszám: 50 000 Játékvezető: Bertley Cross (angol) |

| 1957. március 20. |

| Argentína                                   | 4–0   | Uruguay |
| ------------------------------------------- | ----- | ------- |
| Maschio 7' 73' Angelillo 48' Sanfilippo 83' | (1–0) |         |

| Estadio Nacional, Lima Nézőszám: 40 000 Játékvezető: Erwin Hieger (osztrák) |

| 1957. március 21. |

| Brazília                                                               | 7–1   | Ecuador               |
| ---------------------------------------------------------------------- | ----- | --------------------- |
| Evaristo 22' 89' Pepe 25' Zizinho 34' (11-esből) Joel 43' 68' Didì 78' | (4–0) | Larraz 80' (11-esből) |

| Estadio Nacional, Lima Nézőszám: 45 000 Játékvezető: Ronald Lynch (angol) |

| 1957. március 21. |

| Chile                        | 3–2   | Kolumbia                |
| ---------------------------- | ----- | ----------------------- |
| Verdejo 35' 70' Espinoza 62' | (1–0) | Arango 68' Carrillo 83' |

| Estadio Nacional, Lima Nézőszám: 45 000 Játékvezető: Edwin Hieger (osztrák) |

| 1957. március 23. |

| Uruguay                              | 5–3   | Peru                                |
| ------------------------------------ | ----- | ----------------------------------- |
| Ambrois 22' 48' 60' 75' Carranza 26' | (2–1) | Terry 3' Seminario 81' Mosquera 83' |

| Estadio Nacional, Lima Nézőszám: 55 000 Játékvezető: Bertley Cross (angol) |

| 1957. március 24. |

| Chile                            | 2–2   | Ecuador                          |
| -------------------------------- | ----- | -------------------------------- |
| Ramírez Banda 18' 26' (11-esből) | (2–1) | Larraz 25' (11-esből) Cantos 59' |

| Estadio Nacional, Lima Nézőszám: 45 000 Játékvezető: Erwin Hieger (osztrák) |

| 1957. március 24. |

| Brazília                                                       | 9–0   | Kolumbia |
| -------------------------------------------------------------- | ----- | -------- |
| Pepe 27' Evaristo 41' 44' 45' 75' 86' Didì 50' 60' Zizinho 85' | (4–0) |          |

| Estadio Nacional, Lima Nézőszám: 45 000 Játékvezető: Bertley Cross (angol) |

| 1957. március 27. |

| Peru                                       | 4–1   | Kolumbia              |
| ------------------------------------------ | ----- | --------------------- |
| Alberto Terry 34' Rivera 35' 37' Bassa 83' | (3–0) | Arango 57' (11-esből) |

| Estadio Nacional, Lima Nézőszám: 55 000 Játékvezető: Ronald Lynch (angol) |

| 1957. március 28. |

| Argentína                                                           | 6–2   | Chile             |
| ------------------------------------------------------------------- | ----- | ----------------- |
| Sívori 7' Angelillo 21' 70' Maschio 53' 74' Corbatta 83' (11-esből) | (2–2) | Fernández 14' 28' |

| Estadio Nacional, Lima Nézőszám: 50 000 Játékvezető: Robert Turner (angol) |

| 1957. március 28. |

| Uruguay                     | 3–2   | Brazília              |
| --------------------------- | ----- | --------------------- |
| Campero 15' 23' Ambrois 17' | (3–0) | Evaristo 68' Didì 70' |

| Estadio Nacional, Lima Nézőszám: 50 000 Játékvezető: Erwin Hieger (osztrák) |

| 1957. március 31. |

| Brazília            | 1–0   | Peru |
| ------------------- | ----- | ---- |
| Didì 73' (11-esből) | (0–0) |      |

| Estadio Nacional, Lima Nézőszám: 55 000 Játékvezető: Ronald Lynch (angol) |

| 1957. április 1. |

| Kolumbia                                            | 4–1   | Ecuador               |
| --------------------------------------------------- | ----- | --------------------- |
| Alvarez 19' (11-esből) Gutiérrez 22' Gamboa 30' 58' | (3–1) | Larraz 32' (11-esből) |

| Estadio Nacional, Lima Nézőszám: 40 000 Játékvezető: Harry Davis (angol) |

| 1957. április 1. |

| Uruguay               | 2–0   | Chile |
| --------------------- | ----- | ----- |
| Campero 28' Roque 40' | (2–0) |       |

| Estadio Nacional, Lima Nézőszám: 40 000 Játékvezető: Erwin Hieger (osztrák) |

- A mérkőzés a 43. percben félbeszakadt nézőtéri rendbontás miatt. A pályán elért eredmény helyben hagyták.

| 1957. április 3. |

| Argentína                          | 3–0   | Brazília |
| ---------------------------------- | ----- | -------- |
| Angelillo 23' Maschio 87' Cruz 90' | (1–0) |          |

| Estadio Nacional, Lima Nézőszám: 55 000 Játékvezető: Robert Turner (angol) |

| 1957. április 6. |

| Peru                   | 2–1   | Argentína  |
| ---------------------- | ----- | ---------- |
| Mosquera 15' Terry 81' | (1–0) | Sívori 50' |

| Estadio Nacional, Lima Nézőszám: 50 000 Játékvezető: Bertley Cross (angol) |

### Végeredmény
A hazai csapat eltérő háttérszínnel kiemelve.
| Helyezés | Nemzet    | M | Gy | D | V | G+ | G– | Gk  | P  |
| -------- | --------- | - | -- | - | - | -- | -- | --- | -- |
| Arany    | Argentína | 6 | 5  | 0 | 1 | 25 | 6  | +19 | 10 |
| Ezüst    | Brazília  | 6 | 4  | 0 | 2 | 23 | 9  | +14 | 8  |
| Bronz    | Uruguay   | 6 | 4  | 0 | 2 | 15 | 12 | +3  | 8  |
| 4.       | Peru      | 6 | 4  | 0 | 2 | 12 | 9  | +3  | 8  |
| 5.       | Kolumbia  | 6 | 2  | 0 | 4 | 10 | 25 | –15 | 4  |
| 6.       | Chile     | 6 | 1  | 1 | 4 | 9  | 17 | –8  | 3  |
| 7.       | Ecuador   | 6 | 0  | 1 | 5 | 7  | 23 | –16 | 1  |

| Az 1957-es Dél-amerikai Válogatottak Bajnoksága győztese |
| -------------------------------------------------------- |
| ARGENTÍNA 11. cím                                        |

### Gólszerzők
| 9 gólos - Humberto Maschio - Javier Ambrois 8 gólos - Antonio Angelillo - Didi - Evaristo 5 gólos - Alberto Terry - Jorge Larraz 3 gólos - Omar Sívori - Pepe - José Fernández - Jaime Ramírez Banda | 3 gólos (folytatás) - Carlos Arango - Delio Gamboa - Máximo Mosquera - Luis Norberto Campero 2 gólos - Oreste Omar Corbatta - Osvaldo Héctor Cruz - Joel - Zizinho - Carlos Verdejo - Enrique Cantos - Manuel Rivera | 1 gólos - José Francisco Sanfilippo - Sergio Espinoza - Alejandro Carrillo - Humberto Alvarez - Jaime Gutiérrez - Alberto Valencia - Juan Bassa - Juan Seminario - Carlos María Carranza - José Walter Roque - José Francisco Sasía |